# Lijst van voetbalinterlands Pakistan - Zuid-Vietnam
Deze lijst van voetbalinterlands is een overzicht van alle officiële voetbalinterlands tussen de nationale teams van Pakistan en Zuid-Vietnam. De landen hebben twee keer tegen elkaar gespeeld. De eerste ontmoeting, een groepswedstrijd tijdens de Aziatische Spelen 1958, werd gespeeld in Tokio (Japan) op 25 mei 1958. Het laatste duel, een vriendschappelijke wedstrijd, vond plaats op 18 augustus 1960 in Singapore.

## Wedstrijden
| № | Plaats    | Datum            | Competitie             | Wedstrijd               | Uitslag |
| - | --------- | ---------------- | ---------------------- | ----------------------- | ------- |
| 1 | Tokio     | 25 mei 1958      | Aziatische Spelen 1958 | Zuid-Vietnam − Pakistan | 1 − 1   |
| 2 | Singapore | 18 augustus 1960 | Vriendschappelijk      | Pakistan − Zuid-Vietnam | 2 − 2   |

## Samenvatting
| Competitie        | Totaal gespeeld | Winst Pakistan | Gelijk | Winst Zuid-Vietnam | Doelsaldo Pakistan – Zuid-Vietnam |
| ----------------- | --------------- | -------------- | ------ | ------------------ | --------------------------------- |
| Aziatische Spelen | 1               | 0              | 1      | 0                  | 1 − 1                             |
| Vriendschappelijk | 1               | 0              | 1      | 0                  | 2 − 2                             |
| Totaal            | 2               | 0              | 2      | 0                  | 3 − 3                             |

PFF · A-Internationals · Olympisch elftal · Pakistaans vrouwenelftal
1950 – 1959 · 
1960 – 1969 · 
1970 – 1979 · 
1980 – 1989 · 
1990 – 1999 · 
2000 – 2009 · 
2010 – 2019 ·
2020 − 2029
Afghanistan ·
Bahrein ·
Bangladesh ·
Bhutan ·
Brunei ·
Cambodja ·
China ·
Djibouti ·
Filipijnen ·
Guam ·
India ·
Indonesië ·
Irak ·
Iran ·
Israël ·
Japan ·
Jemen ·
Jordanië ·
Kazachstan ·
Kenia ·
Kirgizië ·
Koeweit ·
Libanon ·
Macau ·
Malediven ·
Maleisië ·
Mauritius ·
Myanmar ·
Nepal ·
Noord-Korea ·
Oman ·
Palestina ·
Qatar ·
Saoedi-Arabië ·
Singapore ·
Sri Lanka ·
Syrië ·
Tadzjikistan ·
Taiwan ·
Thailand ·
Turkije ·
Turkmenistan ·
Verenigde Arabische Emiraten ·
Zuid-Korea ·
Zuid-Vietnam
VFA
1949 – 1959 · 
1960 – 1969 · 
1970 – 1975
Azië Cup 1956 · 
Azië Cup 1960
Australië ·
Bangladesh ·
Cambodja ·
Filipijnen ·
Hongkong ·
India ·
Indonesië ·
Israël ·
Japan ·
Koeweit ·
Laos ·
Maleisië ·
Myanmar ·
Nieuw-Zeeland ·
Pakistan ·
Singapore ·
Taiwan ·
Thailand ·
Zuid-Korea